# Via Acquarone
Via Acquarone è una via residenziale del quartiere di Castelletto in Genova.

## Storia
La via fu costruita alla fine dell'Ottocento per consentire l'urbanizzazione del lato ovest del colle di Bachernia partendo da Circonvallazione a Monte.
Pietro Acquarone, II conte d'Acquarone, proprietario dell'allora Villa Acquarone (oggi Villa Madre Cabrini), diede un fondamentale impulso alla costruzione della via, decidendo nel 1886 di procedere a suo rischio all'edificazione nella parte inferiore del parco della villa dell'alto muro di sostegno su via Caffaro. Cinque anni dopo, tuttavia, Acquarone riuscì a cedere la proprietà del muro, e i rischi associati, al Comune di Genova.

## Descrizione
Nella via sorgono: la Villa Madre Cabrini al n. 22, già Villa Acquarone o Palazzo Acquarone, la cui famiglia proprietaria diede il nome alla strada; diversi immobili signorili di fine Ottocento e inizio Novecento; la Chiesa di San Paolo al numero 52, il cui progetto risale al 1937 e l'edificazione al periodo 1956-1959.
Percorrendo la strada nel senso della salita, a circa 150 m dall'inizio trovasi sul lato destro una galleria pedonale che conduce ad uno dei due accessi alla stazione di valle dell'ascensore Magenta/Crocco. L'altro trovasi in Corso Magenta.